# Myllarheimen
Myllarheimen is een muziekhistorisch museum in Arabygdi in de gemeente Vinje, Noorwegen. Het is gewijd aan de volksmusicus Torgeir Augundsson (1801-1872), bijnaam Myllarguten. Het museum is gevestigd in het huis waar hij de laatste zes jaar van zijn leven woonde.

## Myllarguten
Myllarguten (molenaarsjongen) verwijst naar zijn vader die een arme, zwervende loonmolenaar was. Sinds zijn vijfde speelde hij viool en was hij veel gevraagd voor feesten tot in de verre omtrek. Na enkele succesvolle concerten in 1849 en 1850 kocht hij in 1852 de boerderij van Sudistog Øygarden.
Aan het eind van de jaren 1850 liep de interesse voor het boerenvioolspel terug. Vanwege een tekort aan financiële middelen moest hij een deel van zijn bezit verkopen. Een klein deel met vier gebouwen dat hij Kósi noemde behield hij. Hier woonde hij van 1866 tot aan zijn dood in 1872. Dit deel is tegenwoordig het museum Myllarheimen. In de decennia na zijn dood bleven zijn woningen echter verlaten achter en raakten ze in verval.

## Renovatie en opening
In 1938 kwam de kunstenaar en schilder Harald Kihle naar Arabygdi. In 1949 plaatsten hij en collega Kristian Kildal een gemotiveerd artikel in het tijdschrift van de Norsk Bygdekunstlag (Noorse volkskunstvereniging) om de nalatenschap van Augundsson te conserveren. Onder leiding van Øystein Kostveit haalde de Rauland Bygdekunstlag de gemeente Rauland over om het land en de bouwvallen op te kopen.
Na de renovatiewerkzaamheden en met behulp van donaties, werd het museum op 8 juli 1951 geopend. De openingsceremonie werd bijgewoond door tweeduizend bezoekers, terwijl het gebied op dat moment nog niet was ontsloten door een weg. Het standbeeld van Myllarguten, aan de andere kant van waar nu de rijksweg 362 loopt, werd gemaakt door Dyre Vaa die het daar plaatste in augustus 1969. Bij groepen groter dan tien personen kan een gids aangevraagd worden en kunnen muziekstukken in de stijl van Myllarguten worden opgevoerd op viool, fluit of langleik (Noorse citer).